# Comerç global de plata als segles XVI al XIX

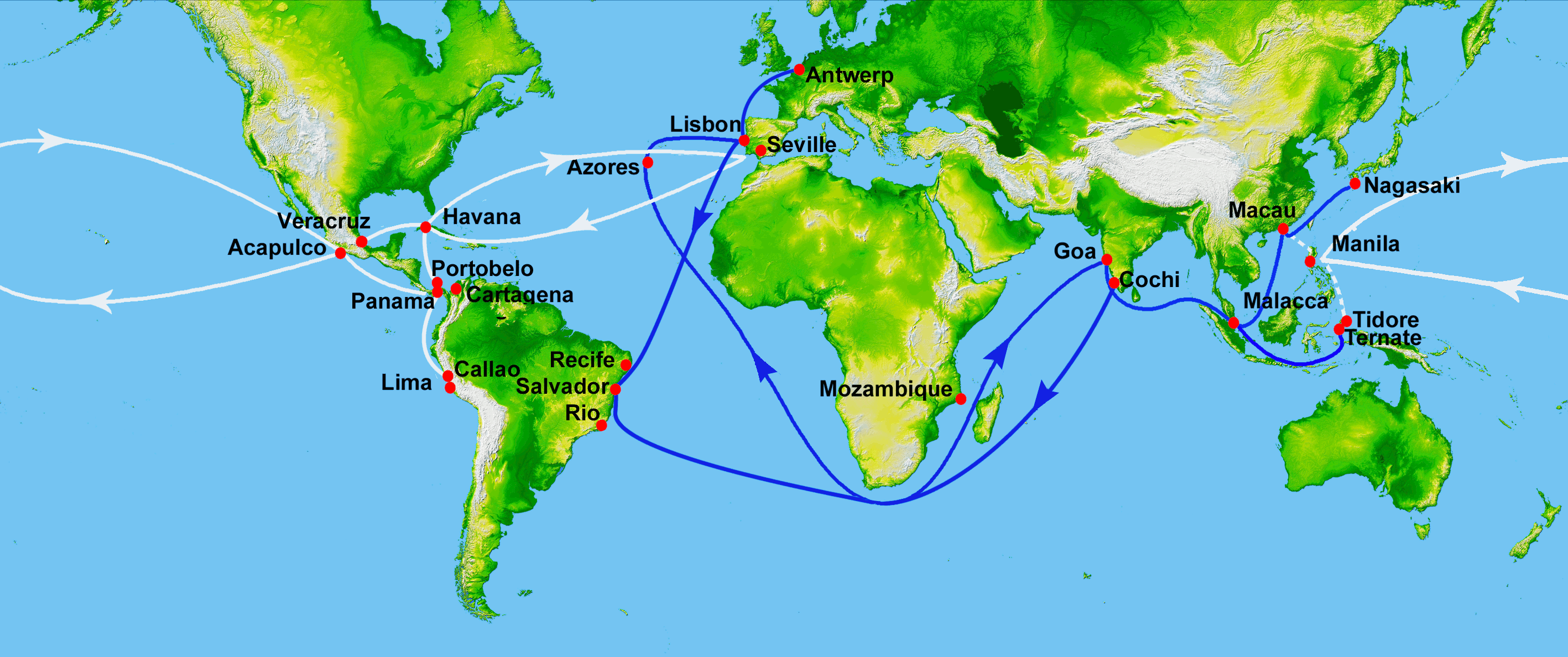
El blanc representa la ruta dels galions de Manila al Pacífic i la flota a l'Atlàntic, que portaven principalment plata. (El blau representa rutes portugueses centrades principalment en espècies, mentre que el blanc representa les rutes espanyoles.)

El comerç mundial de plata dels segles XVI al XIX entre Amèrica, Europa i la Xina va ser un derivació de l'intercanvi colombí que va tenir un profund efecte sobre l'economia mundial. De fet, molts estudis consideren que el comerç de plata suposa realment l'inici d'una economia global. La historiografia assenyala que la plata "va fer la volta al món i va fer que el món es pogués connectar". Tot i que l'intercanvi de la plata fos global, el seu destí final va ser acabar en mans dels xinesos, ja que la van adoptar com un estandard monetari. A més dels canvis econòmics mundials que va suposar el comerç de la plata, també va posar en marxa una àmplia gamma de transformacions polítiques en l'època moderna. "Les noves mines del món", han conclòs diversos historiadors destacats, "van donar suport a l'imperi espanyol", actuant com a eix vertebrador de l'economia hispànica. Però també van impulsar un comerç global de mercaderies asiàtiques i la difusió mundial de productes com el te.

## Les mines de plata al Nou Món
Els espanyols en l'època de l'Era de l'exploració van organitzar els territoris americans d'ultramar en Virregnats. Alguns d'ells van destacar per les seves explotacions minerometalurgiques com les del Virregant de Nova Espanya i el Virregant del Perú. En aquest darrer s'hi van descobrir grans quantitats de plata, especialment en l'indret conegut com les mines de Potosí, ue van servir per alimentar la seva economia comercial. Un any després, a Zacatecas, a 800 km de la Ciutat de Mèxic, dins el virregnat de Nova Espanya, es van descobrir també nous jaciments de plata.

### Processos miners a les colònies espanyoles

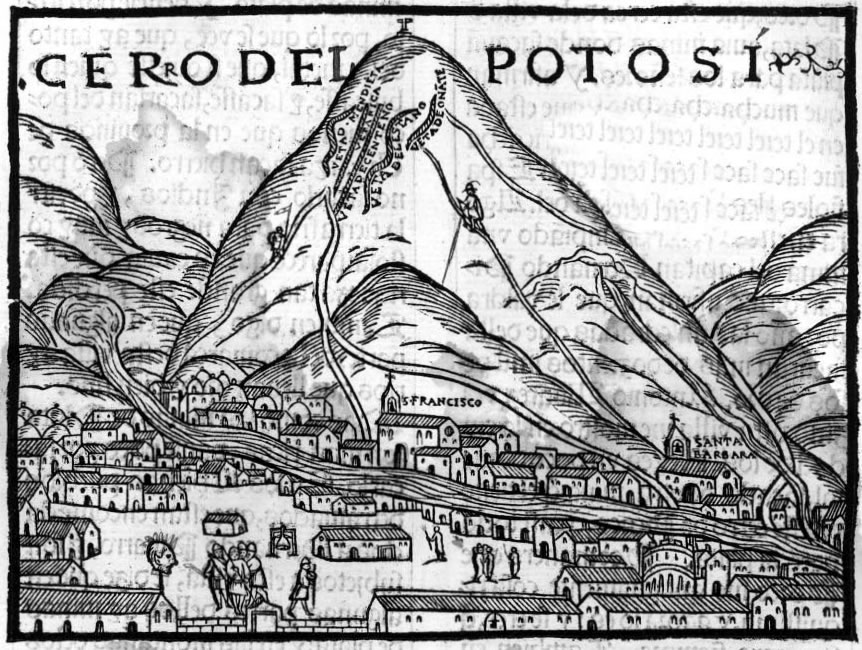
Potosí va produir quantitats massives de plata des d'un punt específic de l'alt Perú (Cerro el Potosí). La primera imatge de l'indret va ser publicada a Europa per Pedro Cieza de León, 1553

Les tècniques mineres natives relativament simples van dominar la mineria americana durant la primera part del segle xvi. Al volant del 1540, quan les operacons mineres anaven disminuint a les colònies espanyoles, va aparèixer a Venècia el tractat La Pirotechnia a càrrec del metalúrigic Vannoccio Biringuccio, en el qual es describia amb tot luxe de detalls, l'extracció de mineral mitjançant el mercuri. Bartolome de Medina, comerciant sevillà, va tenir coneixement d'aquest procediment, i entre 1554 i 1556 va introduir-lo a les minies de Zacatecas. El mètode, conegut com a amalgama de mercuri. Aquest procés va permetre la industrialització de la mineria a les colònies americanes es va durant la dècada dels 1550, amb el que es coneix com a mètode de patios: procediment miner per a separar la plata o l'oro d'altres metalls, mitjançant l'ús del mercuri i sals que erem molt abundants a les mines d'Alamden, a 90 km de Cordoba, i que eren administrades per la famkilia Fugger. El mercuri va ser un dels costos de producció més elevats per a la mineria de les colònies americanes, ja que s'havia d'importar majoritàriament d'Europa. La relació de mercuri amb plata produïda era de dos a un aproximadament. A més, els miners alemanys havien introduit la molí de pisó i fosa de plom a la dècada de 1530. La pólvora s'utilitzava sovint per fer volar grans forats i per crear els eixos de la mina, tot i que no hi havia eixos molt profunds. Potosí tenia més quantitat de mineral, però era de qualitat inferior a la de Mèxic.
La producció minera a les colònies americanes depenia en gran manera de la força de treball nadiua dels pobles indígenes de Mèxic i Perú.A meitat del segle xvii, molts dels nadius treballaven com a treballadors assalariats. Tot i això, el sistema laboral conegut com a repartimiento encara existia en alguns llocs. La producció de plata a Mèxic era relativament barata en comparació amb la del Perú, i la tendència general dels sistemes laborals mexicans va ser d'evolucionar cap a la mà d'obra assalariada. les mines del Perú, el sistema mita era una forma dominant de subjecció laboral nadiua, tot i que també hi havia treballadors assalariats a les mines. Els indígenes del sistema mita se'ls hi pagava molt menys. El sistema de producció del Perú, molt més costós, va obligar a implementar aquest sistema per continuar amb la producció de plata a la regió.

## El ral de vuit

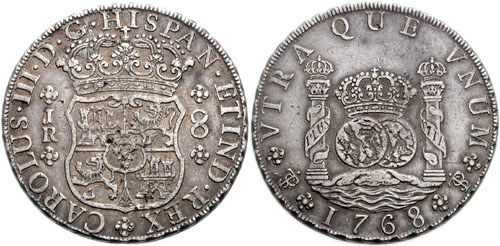
El ral de 8 més conegut és el Columnari de plata, a les columnes d'Hèrcules (1768) es van inspirar per crear el símbol del dòlar, $

Els dipòsits de Potosí eren rics i les mines de plata de l'Àmerica espanyola eren les fonts més barates del món. Els espanyols van gestionar les mines de plata, convertint-la en la moneda coneguda com a ral de vuit que s'utilitzaria com a eina d'intercanvi comercial, circulant arreu del món. Tenim evidències de com aquesta moneda va arribar a ser la font principal d'interncanvi en el segle XVI: 1551 apareixen aquestes monedes a Milà, el 1554 al Anglaterra, 1570 a Algèria, 1579 a Estònia, i a principis del 1500 esdevindrà el principal mitjà oficial de pagament a Rusia, arribant també a la India i principalment a la Xina. El ral de vuit estava tan estès que fins i tot els Estats Units la van acceptar com a vàlida fins a la Llei de moneda de 1857. A mesura que augmentaven les necessitats espanyoles de plata, es desenvoluparien noves innovacions per la seva extracció més eficient, com ara el mètode d'amalgama que utilitza el mercuri per extreure el mineral de plata. Les seques per fabrficar les monedes estaven localitzades a Sevilla, Burgos, Granada, Toeldo, Cuenca, Segovia, La Coruña, Valladolid, Madrid, Barcelona, i Zaragoza. A partir de 1553 es van fundar seques a Ciutat de Mèxic i Potosí (1575/1575).

## Productivitat de la plata a les colònies americanes

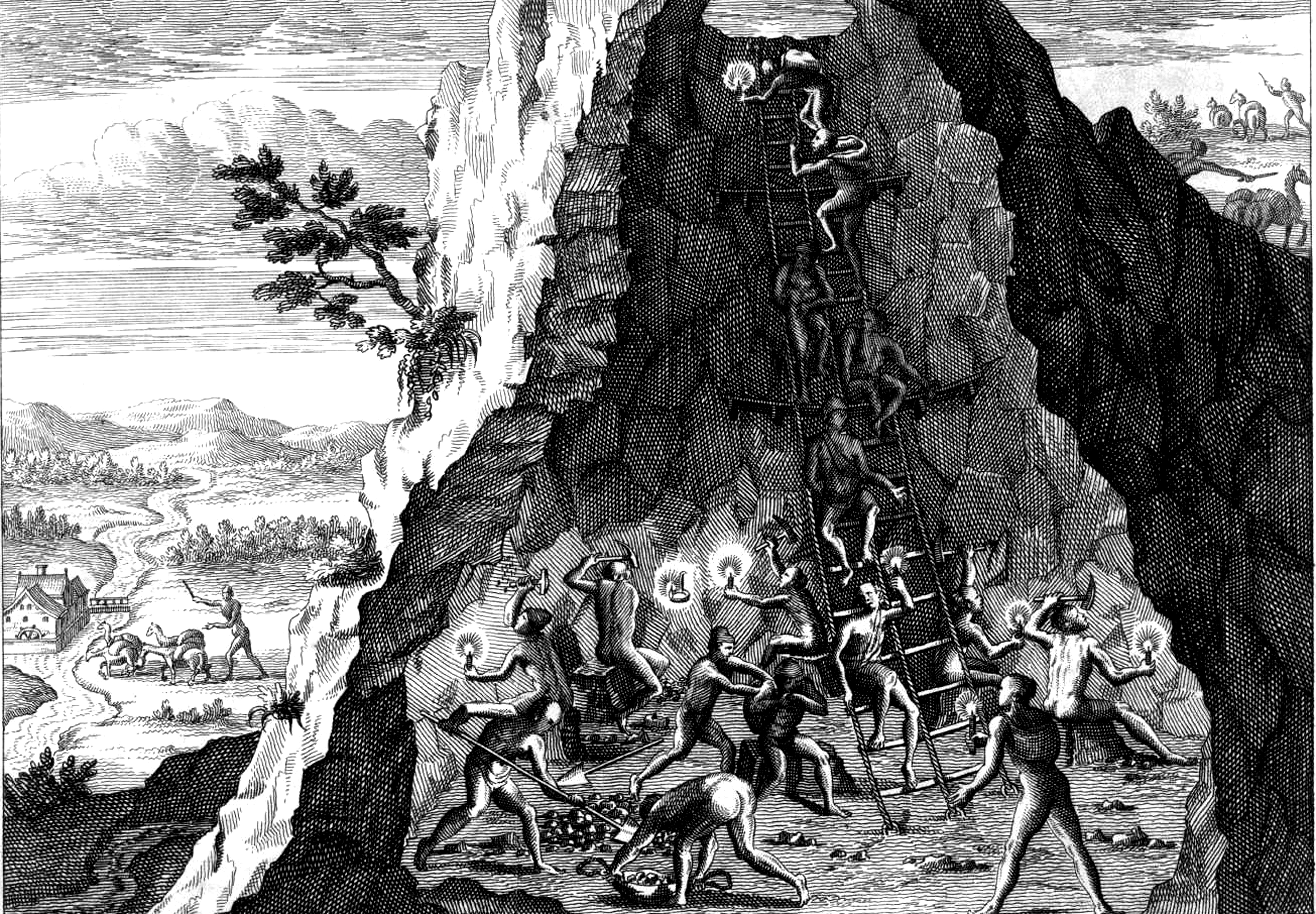
Mines de Potosí, un gravat de Theodor de Bry a Historia Americae sive Novi Orbis, 1596

En els dos segles que van seguir al descobriment de Potosí el 1545, les mines espanyoles de plata a les Amèriques van produir 40.000 tones de plata. En total, a la fi del segle xviii es van enviar des de Potosí més de 150.000 tones de plata. De 1500 a 1800, Mèxic i Perú van produir al voltant del 80% de la plata del món, el 30% de la qual va acabar a la Xina. L'historiador econòmic Earl J. Hamilton va estudiar els registres de les autoritats fiscals espanyoles per obtenir xifres mes concretes. Segons les seves investigacions el rendiment de plata va augmentar notablement a la dècada de 1560 fins a arribar al punt àlgid amb 2.700 tones de plata el 1600. Des de mitjans del segle xvii, la importació va començar a disminuir. Segons Hamilton, es van importar a les colònies un total de 16.887 tones de plata a Espanya.
S'estima que les dues colònies mineres més importants de l'Imperi Espanyol localitzades a l'actual Perú i Mèxic van aportar cent mil tones de plata des de mitjan segle xvi fins al final del període colonial el 1824.
El comerç i l'extracció de plata va convertir Espanya en el país més poderós de tot el món. La plata americana va ajudar la corona espanyola a finançar les seves guerres que havien d'assegurar l'hegemonia del catolicisme. Malgrat l'enorme quantitat de plata que desembocava a Espanya cada any, el rei Felip II es va veure obligat a declarar la fallida nacional tres vegades durant el seu regnat: el 1557, el 1575 i el 1596, empborint notablement la societat espanyola.

## Intercanvis entre Europa i Asia

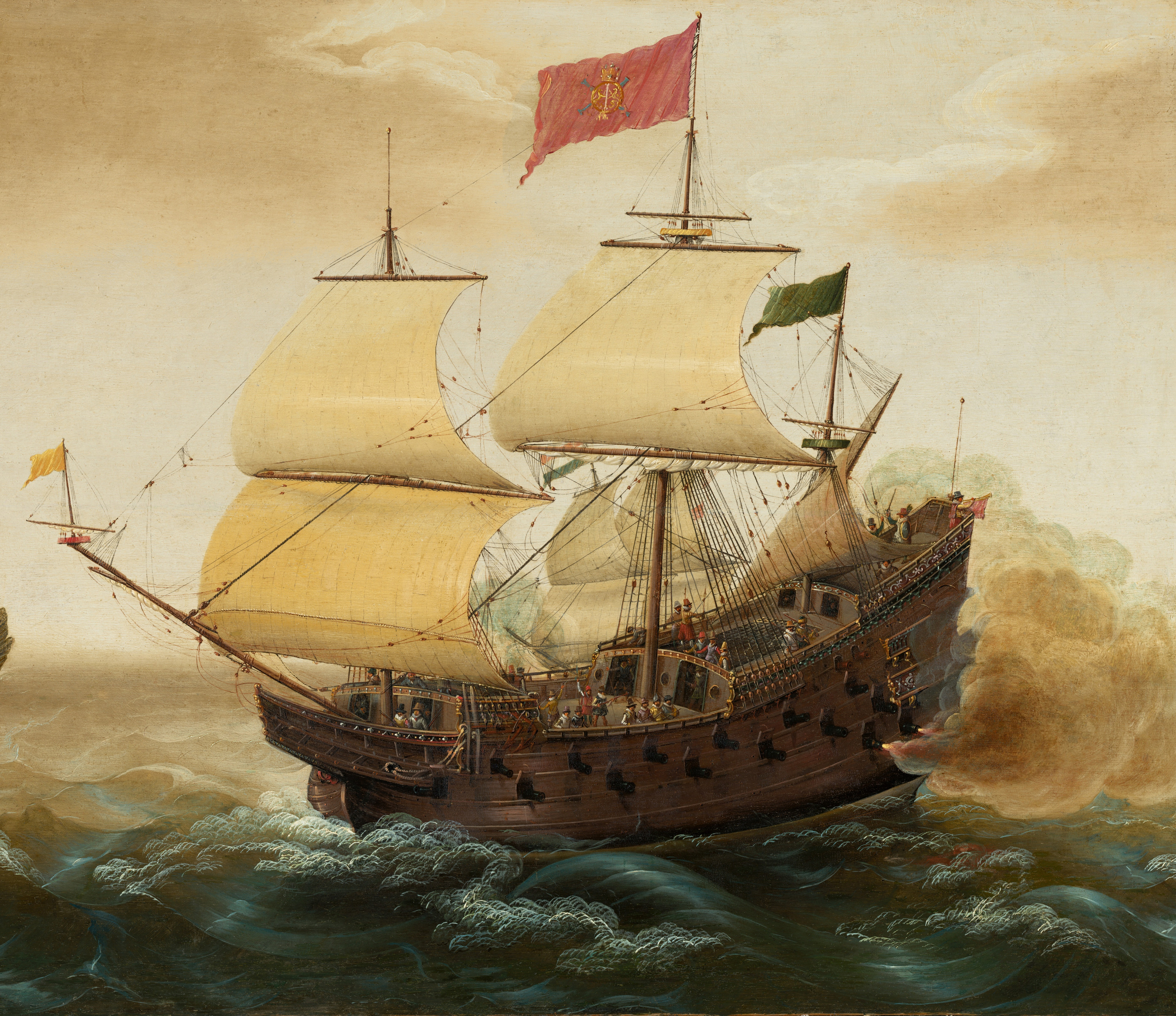
Pintura d'un galió espanyol per Cornelis Verbeeck (ca 1590)

Una de les conseqüències de la colonització espanyola d'Amèrica va ser el descobriment, extracció i el comerç de metalls preciosos. Feia segles que les relacions entre Europa i Asia s'havien portat a terme a través de les conegudes ruta de la seda (per terra) i ruta de la seda marítiima. Les classes socials mes benestants d'Espanya i altres nacions europees, tenien un gran desig de productes xinesos com la seda i la porcellana. Però els europeus no tenien mercaderies que la Xina volgués adquirir. L'únic be que interessava a la Xina era l'adquisició de plata per enfortir el seu sistema monetari i compensar el seu dèficit comercial amb els comerciants europeus.

## Comerç global de plata
La destinació final per a les quantitats massives de plata produïdes a Amèrica i Japó va ser la Xina. La plata americana va fluir inicialment a través de l'oceà Atlàntic i es va dirigir cap a l'Extrem Orient. Una ruta forá transitada es trobava creuant el Cap de Bona Esperança cap a l'est, i de vegades arribava per terra. Les principals posicions del comerç de plata es van situar als països del sud-est asiàtic, com ara Filipines. A partir d'aquí es va generar tot un nou eix comercial que donaria la volta al mon protagonitzat pels galions espanyols. És el que coneixem com la ruta del Galió de Manila.

### Obstacles comercials

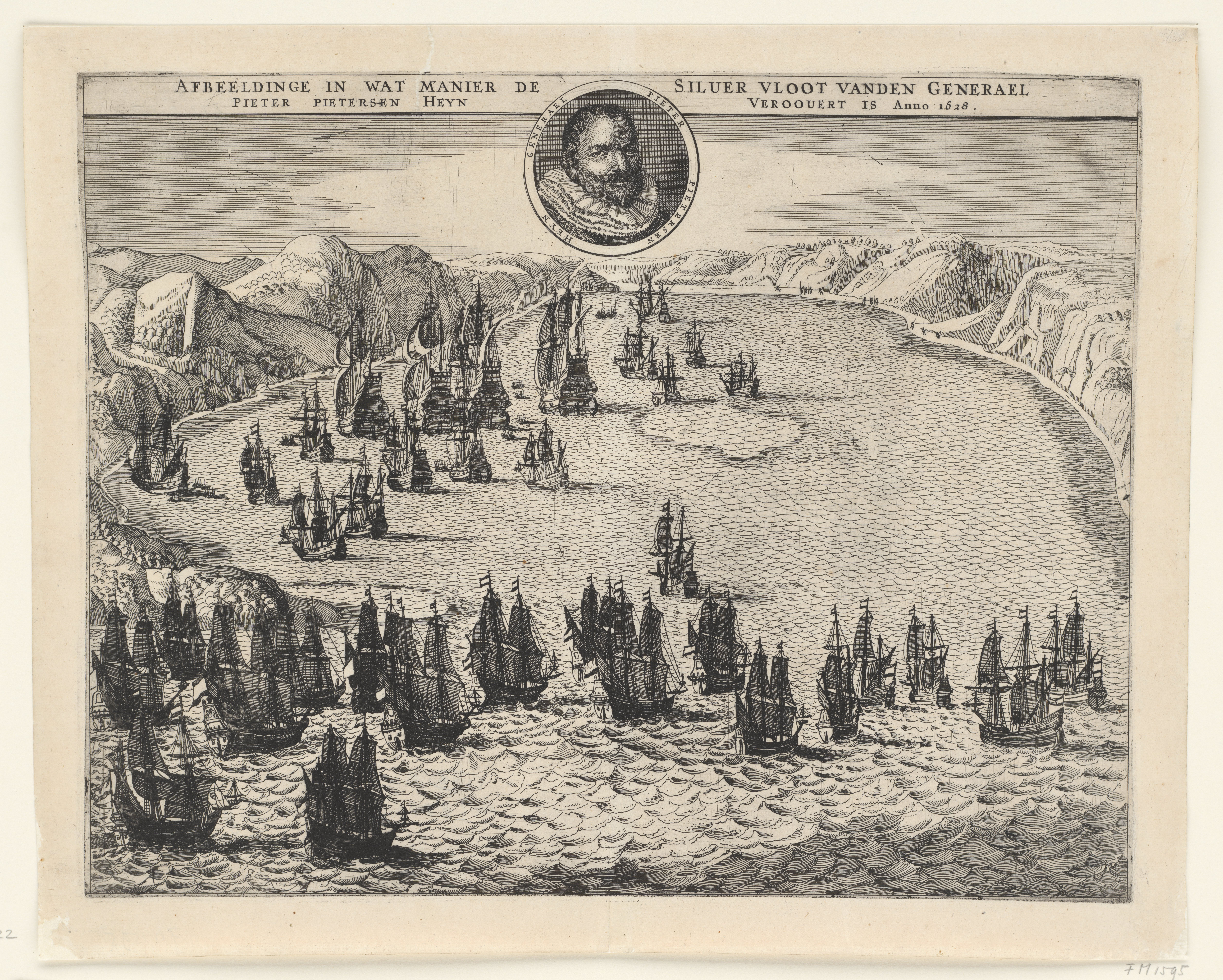
Captura de la flota de plata a la badia de Matanzas per l'almirall Piet Hein, 1628. Anònim imprès per Claes Jansz Visscher.

Els transports entre Espanya i les seves colònies es va veure amenaçat per dos elements importants: tempestes i la pirateria. En primer lloc, els ciclons i huracans de l'oceà Atlàntic van causar moltes pèrdues i danys en els convois que van creuar l'Atlàntic. En qualsevol cas les xifres generals donen uns resultats força satisfactoris. Entre 1546 i 1650 les naus espanyoles que van fer un total de 14.456 travessies, només es van enfonsar 402 a causa de les tempestes, i les 2.221 travessies que es van fer entre 1717 i 1772 només se'n van perdre 85.
Pel que fa a la pirateria les flotes espanyoles havien de lluitar en els fronts marítims de l'Atlàntic, amb l'aliança francesa, anglesa i holandesa, i a la Mediterrània davant els pirates barbarescos. Un cas paradigmàtic es el del pirata anglès Francis Drake que va causar nombroses pèrdues a les flotes espanyoles, especialment entre 1587 i 1592. El 15% de la plata amb destinació a Sevilla va ser capturada per la pirateria anglesa. Amb tot, el sistema de combois va resultar força exitós ja que la regularitat era la tònica general.
Les mercaderies que arribaven d'Espanya a Amèrica eren nombroses i variades donat que a les no es fabricava gairebé res, inclús els productes bàsics com oli, gra o vi. La venda dels productes arribava a tenir preus desorbitats, arribant a triplicar el seu valor en origen. Però la situació va anar canviant i cap a finals del XVI al Nou Mon ja es fabricava força el que la seva població necessitava. Fins al 1610 les colònies americanes van seguir depenent en bona part del comerç d'ultramar. En el cas del conbois que arribaven a Sevilla els productes eren bastant homogenis. Els productes fabricats o extrets de les regions americanes com colorants (carmí, indi) i plantes medicinals com el arítjol, canyafístula, liquidàmbar, jalapa, guajaca, entre d'altres. Així mateix hi havia el que es considerava "El Tesoro" compost per or, plata i perles. El valor d'aquest grup era entre quatre i deu vegades superior a la resta de mercaderies importades.

### Manila, porta espanyola a l'Extrem Orient

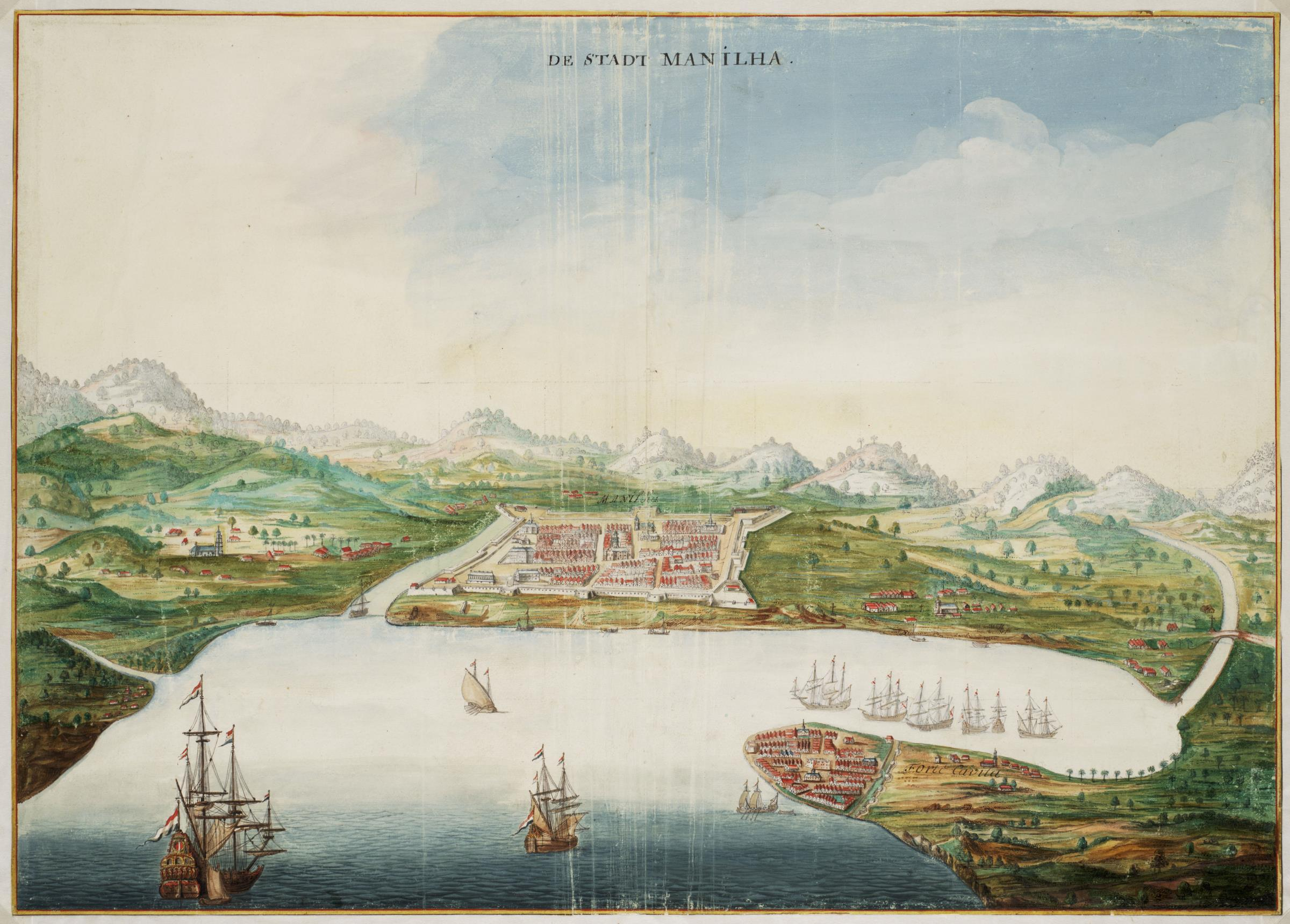
Vista de Manilia pel cartògraf Johannes Vingboons (ca 1665)

La historiografia ha defensat que la plata va ser responsable del naixement de l'economia i el comerç mundials. Segons aquest punt de vista, el comerç global va començar el 1571 quan es va fundar Manila. Aquest enclavament es va convertir en el primer espai comercial que unia Amèrica i Àsia a causa d'un comerç de plata expansiu i rendible.
Els espanyols van ocupar les ruïnes de Maynilad (actual Manila) el 19 de maig de 1571 sota el comandament del capità López de Legazpi. S'hi van establir un assentament  que es convertiria en la porta d'entrada colonial d'Espanya a l'Extrem Orient. Filipines va esdevenir una colònia espanyola administrada sota el Virregnat de Nova Espanya i el governador general de les Filipines que governava des de Manila estava subordinat al virrei de Ciutat de Mèxic.
A Manila hi havia una important població xinesa interessada en la plata que arribava de l'Amèrica espanyola, i que comerciava amb la població nadiua. Els xinesos es van sotmetre a restriccions comercials, així com a lleis que exigien que tributessin a les autoritats espanyoles. Poc a poc les relacions es van tensar espanyols i xinesos, i aquests darrers es van revoltar el 1574. Una força d'uns 3.000 homes i 62 vaixells de guerra xinesos sota el comandament de Limahong van atacar la ciutat. Aquest intent va ser infructuós i els xinesos van ser derrotats. Amb l'objectiu de salvaguardar la ciutat de revoltes similars, les autoritats espanyoles van confinar els residents i comerciants xinesos a un districte separat anomenat "Parian de Alcaceria".
Manila estava envoltada de muralles fortificades d'Intramuros. Va ser construïda i dissenyada per missioners jesuïtes espanyols per protegir-se de les invasions de pirates xinesos i revoltes nadiues. El barri emmurallat d'Intramuros, així com els afores fora d'Intramuros, acollien un total de 1200 famílies espanyoles i guarnien 400 soldats espanyols. En diversos moments del segle xvii, els xinesos es van alçar en revolta contra els dirigents espanyols. El 1602, van incendiar Quiapo i Tondó, i durant un temps van amenaçar de capturar la població d'Intramuros. El 1662, es van revoltar de nou, mentre que el 1686, amb una conspiració dirigida per Tingco van matar a tots els espanyols. No obstant això, les posteriors reconciliacions gairebé sempre van permetre la continuació de la comunitat xinesa a la ciutat.

### Ruta del Galió de Manila

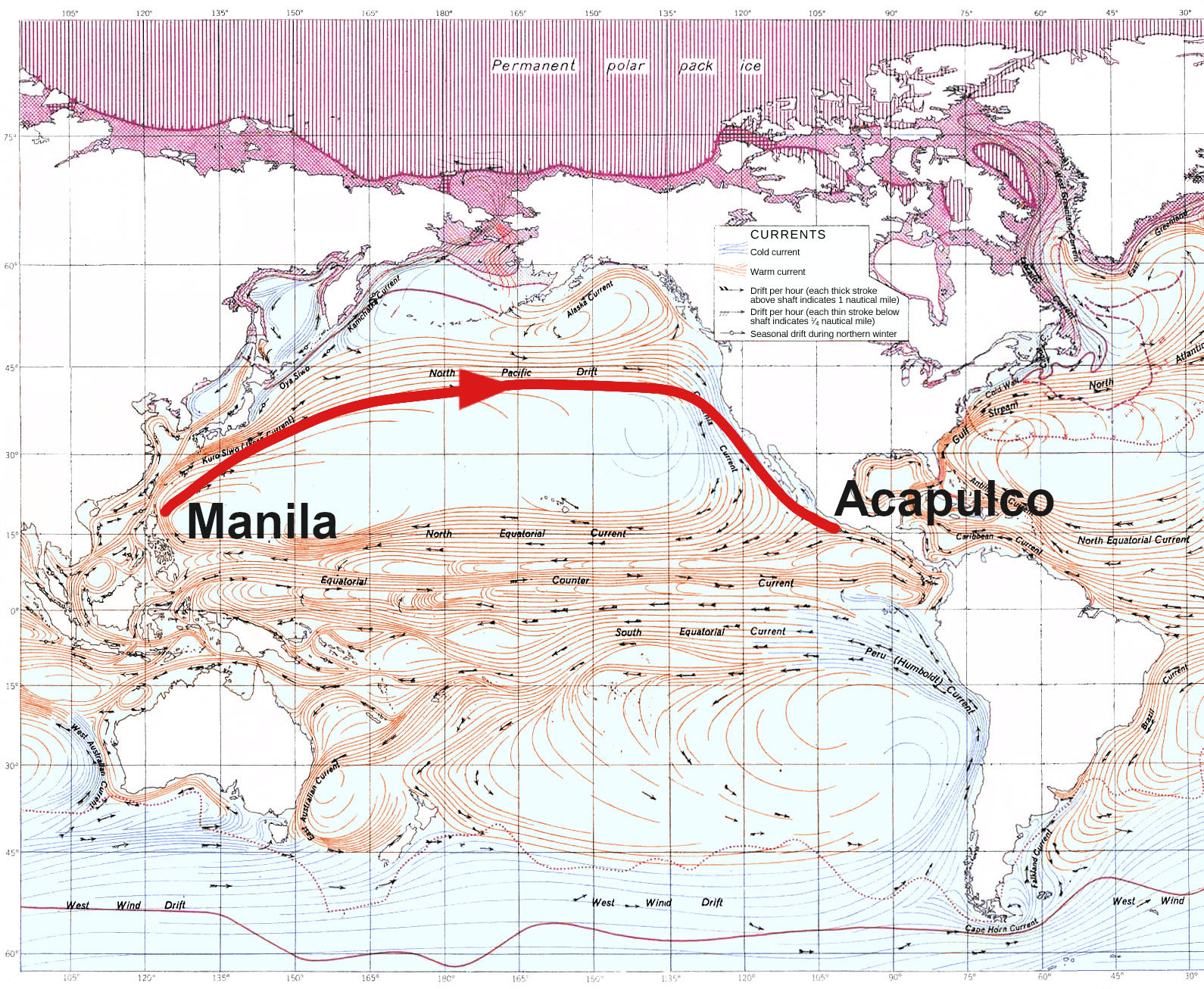
En 1565 Andrés de Urdaneta va descobrir la ruta per tornar de les Filipines cap a Amèrica (Nova Espanya) el que es va nomenar el Galió de Manila - Tornaviaje.

La ruta comercial coneguda com a Galió de Manilia que connectava el Sud-Est Asiàtic amb Centre-america, i mes concretament, entre les Filipines i Mèxic es va desenvolupar durant el 1571 fins al 1815. Manila va prosperat com a nexe de comumicacions que connectaria Manila amb Acapulco, fent circular les mercaderies americanes i del sud-est asiàtic a través del Pacífic.

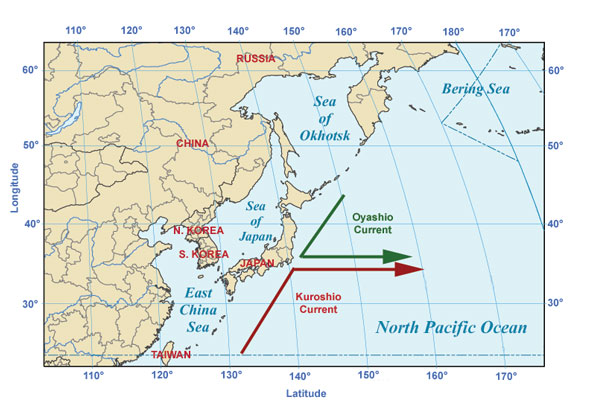
El corrent del Pacífic Nord està format per la col·lisió del corrent de Kuroshio, que va cap al nord enfront de la costa del Japó, i el corrent d'Oyashio, que és un corrent subàrtic fred que flueix cap al sud i circula en sentit contrari a les agulles del rellotge al llarg del Nord de l'oceà Pacífic

La ciutat de Manila va servir com a avançada principal de l'intercanvi de mercaderies entre Amèrica, Japó, l'Índia, Indonèsia i la Xina. Progressivament, la plata va circular en grans quantitats per l'oceà Pacífic directament des de les colònies americanes. Aquesta ruta, connectava els ports de Nova Espanya, principalment Veracruz i Acapulco, i la Manila de les Filipines. Les mercaderies originàries de l'Asia, eren reembarcades dels ports americans i enviats a les ciutats espanyoles de Sevilla i Cadis. La plata també es trobava en altres parts del món. L'Índia i Europa van fer unes bones extraccions de plata. Aquesta plata es comercialitzava sovint amb altres mercaderies, com l'or o les cereals. A l'Índia, la plata fluïa del sud al nord, mentre que l'or anava en direcció contrària. Sovint la plata i l'or es fabricaven per joieria o s'acumulaven com a tresors.
La ruta oceància del Galió va ser inaugurada el 1565 gràcies al descobriment fet pel cosmògraf espanyol Andrés de Urdaneta en un viatge de tornada en què va descobrir el corrent de Kurohio. Va continuar vigent fins a 1815 quan la Guerra d'Independència de Mèxic va posar un final a la ruta comercial dels galions espanyols.
La ruta del Galió de Manila va ser una iniciativa comercial que va constar d'almenys dues fases. A la primera fase els comerciants europeus proveïen els ports de Sevilla / Cadis i comprenia tot el comerç d'Espanya i les seves colònies americanes. La flota d'Índies era l'element principal d'aquesta Carrera d'Índies. Mes endavant es va desenvolupar la Carrera d'Indies de les Isles de Ponent, amb una escala menor quant al nombre i el tonatge de les naus, així com el volum i el valor dels intercanvis. Es va basar en la connexió Acapulco-Manila i comprenia el comerç entre Ciutat de Mèxic i les Filipines.
Aquest comerç va ser força regular i pràcticament ininterromput durant 250 anys. Els primers colons espanyols a les Filipines es van adonar molt aviat que exportar plata a la Xina era un gran oportunitat comercial. Cap al 1565, els primers colons espanyols de les Filipines ja havien demanat plata ser enviat des de Nova Espanya per a la comercialització de productes xinesos. En un parell de dècades, la plata es va convertir en la major exportació d'Amèrica Llatina a les Filipines. Les estimacions més recents indiquen que una mitjana de 75 tones mètriques de plata es transportaven anualment des d'Acapulco a Manila.
A Manila, la majoria dels negocis comercials estaven controlats per la comunitat xinesa. Els comerciants xinesos, anomenats normalment Sangley, s'havien instal·lat a Manila diverses dècades abans l'arribada dels espanyols, i ja estaven connectats amb les xarxes comercials més importants de la regió. Tot i això, el comerç amb Amèrica va generar una migració de població massiva des de la Xina, en particular des de Fujian. Per tant, la població xinesa de Manila va passar de 150 el 1564 a 30.000 el 1603. S'aglomeraven en determinades zones de la ciutat a l'illa, conegudes eventualment com a Parian, i estaven formades per comunitats cohesionades amb un entorn emprenedor actiu.
La comunitat xinesa cap al 1689, tenia una població que abastava més de 60 diferents ocupacions. Una gran part d'aquestes activitats tenien com a objectiu atendre la demanda asiàtica de productes procedents dels mercats americans i europeus. Les Parian va ser destruïdes pel govern de Manila diverses vegades durant el segle segle xvii, i la seva població fou expulsada, a causa de diferents conflictes entre els grups espanyols i xinesos.. La reconstrucció dels Parian va estar, aparentment, relacionades amb la pressió dels comerciants nord-americans, que requerien béns i serveis prestats per la població xinesa.

## La Xina i la plata

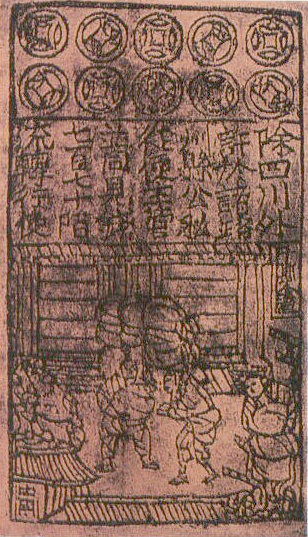
El primer paper moneda creat durant la dinastia Song,

La Xina Antiga utilitzava lingots de plata com a mitjà d'intercanvi, juntament amb les monedes d'aliatge de coure. L'ús de lingots de plata es pot remuntar fins a la dinastia Han (206 aC - 220 dC) que s'utilitzaven principalment per acaparar riquesa. Durant la dinastia Song, per primera vegada a la història el govern es va convertir en l'únic emissor de paper moneda després de 1024. El seu ús necessitava de mercaderies per poder-se desenvolupar. Les monedes tradicionals eren útils, però la quantitat que es necessitava per a compres grans podria ser voluminosa i perillosa de transportar. La creació de paper moneda amb imatges de la moneda impresa en els mateixos va voler solventar els problemes de liquiditat de l'economia Song Amb tot, les monedes corrents i els lingots de plata encara es van utilitzar com a mitjà d'intercanvi.
En el tractat de Shanyuan, signat amb l'estat de Liao el 1004, la China dels Song acordà pagar una indemnització o tribut anual de 100.000 taels de plata i 200.000 bolts de seda. Aquesta va ser la primera vegada que es va utilitzar la plata com a indemnització en un tractat amb una potència estrangera. Els lingots de plata tenien una forma similar a un vaixell o una sabata xinesa durant la dinastia Yuan (1279–1368). Aquest model es va convertir en un estandard de plata per als lingots de plata xinesos durant els segles següents.

### La demanda de plata sota els Ming
Per a la major part de la dinastia Ming la Xina tenia un sistema de moneda purament privat per a totes les transaccions importants. La plata, que venia de l'estranger, es va començar a utilitzar com a moneda a la província de l'Extrem Sud de Guangdong, des d'on es va estendre a la regió del baix de Iang-Tsé cap al 1423, al presentar-se a licitació legal el pagament d'impostos. Els impostos provincials s'havien de remetre a la capital en plata a partir del 1465. Així mateix, els productors de sal van haver de pagar en plata a partir del 1475. També les exempcions de corvées (treball) s'havien de pagar en plata a partir del 1485. La demanda xinesa de plata va ser satisfeta per les importacions espanyoles des de les colònies americanes, després que l'Imperi Espanyol s'establís a Manila el 1571. Espanya i la resta d'Europa van utilitzar aquesta plata per adquirir les mercaderies seleccionades a la Xina, de manera que es va poder solventar el problema monetari xinès i impulsar el comerç transoceànic.

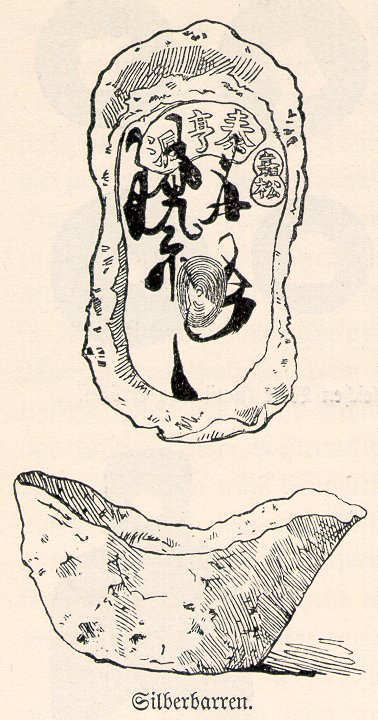
LIngots de plata xinesos del amb forma de vaixell

La Xina va dominar les importacions de plata a partir del segle xvi. El valor de mercat de la plata al territori dels Ming va ser el doble que en altres llocs, cosa que va proporcionar un gran benefici en l'arbitratge per als europeus i japonesos. L'abundància de plata a la Xina va facilitar que el país es gestionés amb la moneda. Aquest procés estava tan estès que els funcionaris dels governs locals xinesos exigirien que es paguessin impostos en plata fins al punt que la plata acabaria recolzant tota l'economia xinesa.
La gran demanda de plata per part de la Xina era deguda pel seu canvi del paper moneda a les monedes de plata del període inicial de la dinastia Ming (1368-1644). El paper moneda va ser emès per primera vegada el 1375 per l'emperador Hongwu, dictant la prohibició de la plata com a mitjà d'intercanvi, temerós de la inflació que abans havia viscut la dinastia Yuan. El seu intent va consistir a imposar durs límits a la mineria de plata per aturar el seu flux al mercat i, posteriorment substituir-la pel Da Ming Baochao o paper moneda. No obstant això, la moneda mai es va popularitzar i la plata va reforçar la seva condició de moneda global. Però, a causa de la creixent depreciació, la inflació autoimposada juntament amb la incapacitat d'aturar l'emissió de factures falsificades. El diner en paper es va convertir bàsicament en inútil i la prohibició de l'ús de plata es va aixecar finalment durant el primer any de l'emperador Zhengtong el 1436.
Els Ming van intentar produir monedes de coure com una nova forma de bescanvi, però la producció no va ser prou sòlida. Per aquest motiu, la plata va adquirir un alt valor, perquè era una moneda vàlida que es podia manipular a l'estranger. La proporció bimetàl·lica de plata a or era d'uns dos a un, la qual cosa significava que els comerciants europeus i japonesos obtenien una gran quantitat de beneficis. A la dècada de 1640, les proporcions bimetàl·liques a la Xina van convergir amb la resta del món, abans de viure un increment de la població. L'increment demogràfic de la població va ser conseqüència de la introducció de cultius del Nou Món a la Xina, principalment moniatos, que es podrien cultivar amb més facilitat. Per aquesta època, les mines de plata al Japó es van esgotar majoritàriament, i les fonts americanes van esdevenir l'origen principal de plata de la Xina.

### El domini de la plata a la Xina

Imperi Ming al voltant de 1580 (Mote, Frederick W.; Twitchett, Denis, eds. (1998).

La reforma tributària de l'estadista Zhang Juzheng el 1581 (novè any de l'emperador Wanli) va simplificar la tributació i va exigir que tots els impostos i corvees fossin pagats en plata. Això es pot veure com una indicació de la posició ferma de la plata en el sistema monetari del Ming. Tanmateix, la reforma no hauria estat un èxit ni tan sols factible si les enormes quantitats de plata no haguessin estat disponibles a través del comerç portat a terme pels espanyols a través de la ruta de Manila.
La reconeguda La riquesa de les nacions,d'Adam Smith ja va assenyalar la força i el gran abast del comerç mundial de plata. En aquesta obra del segle xviii el lector ja podria impressionar-se pel seu valor de mercat. Però era molt més sorprenent en la forma en què aquest intercanvi comercial del metall va permetre reunir nous i vells mons, és a dir, Amèrica i Xina. Tot i que la Xina va actuar com a engranatge del comerç mundial, la important aportació del Japó de les exportacions de plata a la Xina va ser crucial per a l'economia mundial, així com peri la liquiditat i l'èxit de la Xina amb el comerç de les seves mercaderies.. La plata va esdevenir un element fonamental per a la introducció d'Àsia Oriental al mercat comercial global. Sota els imperis Ming i Qing, la Xina va aconseguir plata per impulsar la seva economia i augmentar el seu estatus de poder comercial mundial.
La gestió de la mondea de la producció de plata va ser vista com una oportunitat per a la Xina de controlar el valor de la moneda i donar suport a la seva pròpia moneda nacional. La plata era un dels únics articles comercials acceptats dels europeus i el seu valor a la Xina era astronòmic en comparació amb la resta del món. De fet, el seu valor va ser el doble del d'Espanya als segles xvi i xvii. Entre el 1600 i el 1800, la Xina va rebre 100 tones de plata de mitjana a l'any. A finals del segle xvi, una gran població propera al baix Yangtze tenia una mitjana de centenars de taules de plata per llar.

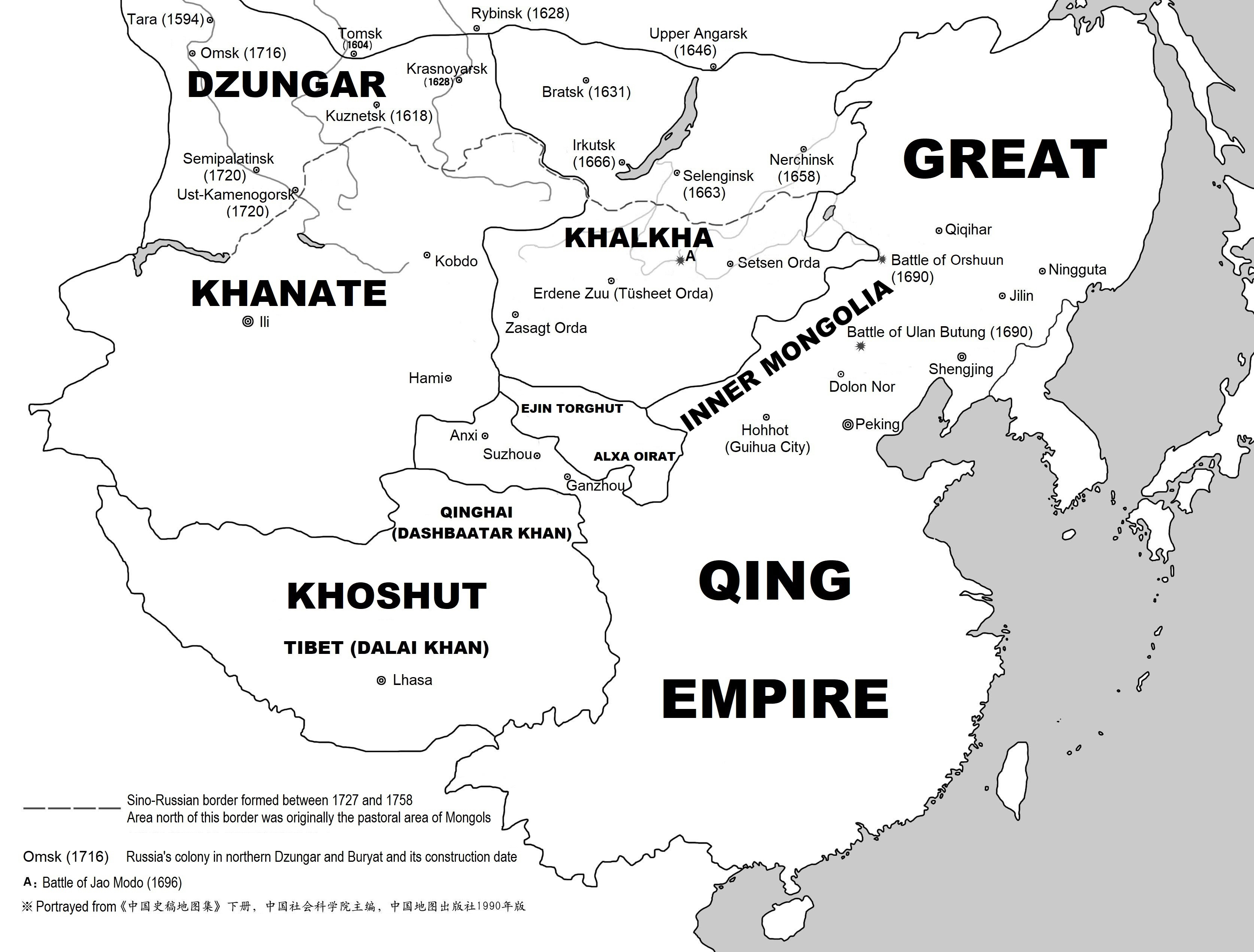
Dinastia Qing, Khalkha i Jungària al 1689

La plata fins i tot va tenir un paper rellevant quan va defensar l'intent d'atemptat de Toyonomi Hideyoshi de la dinastia Joseon de Corea. El Ministeri de Guerra dels Ming va enviar aproximadament 140.000 liang de plata als seus soldats i va requerir a les províncies que proporcionessin plata com a impost també per als esforços de guerra.
Inicialment, el Japó va ser el proveïdor principal de plata a la Xina al segle xvi. A canvi de la plata, la Xina proporcionava al Japó seda i or. El Japó i la Xina no van comerciar directament entre ells a causa de les tensions polítiques. Això va fer que corporacions privades i països europeus, com els holandesos i els portuguesos, servissin de mitjancers entre els dos països.
Al segle xvi, els dàimios del sud-oest del Japó esperaven un comerç mundial ininterromput, però es van aturar a causa de les polítiques comercials de la Xina dels Ming. Tot i això, el Japó es va convertir en un actor de l'economia mundial a través dels freqüents vaixells mercants que arribaven per extreure l'abundància de plata i els seus béns d'intercanvi. El país nipó va augmentar la seva riquesa gràcies a un èxit comercial trilateral amb Portugal i la Xina, ja que disposava de béns xinesos per oferir als portuguesos, que tenien mines de plata.

## Intercanvis comercials entre Europa i la Xina alseglexviii
Les relacions entre la Xina i Occident al segle xviii van trobar la el seu punt de trobada a la ciutat de Canton. L'estructura del comerç occidental amb la Xina es basava en la plata i els productes colonials procedents de l'Índia i l'arxipèlag malai, com el cotó, pebre i plom. Aquestes mercaderies es bescanviaven per te, seda i porcellana xinesa mitjançant la mediació dels anomenats comerciants de Hong Kong. Sempre que es mantingués en equilibri l'estructura comercial, els occidentals van poder obtenir grans beneficis i les relacions comercials es van mantenir de forma equitativa. Quan l'estructura comercial es va desequilibrar, per exemple per l'escassetat de plata o la prohibició del contraban d'opi, les potències occidentals van recórrer a mesures de força per garantir els seus interessos. La interrupció del comerç tradicional entre Europa i la Xina no va conduir a la seva decadència, sinó a la conquesta militar: la guerra de l'Opi el 1840. Aquesta guerra va permetre als occidentals, encapçalats pels anglesos, renovar l'estructura del seu comerç amb la Xina sota els seus propis dictats, i va obligar el govern xinès a acceptar les condicions.

### El comerç britànic del Te

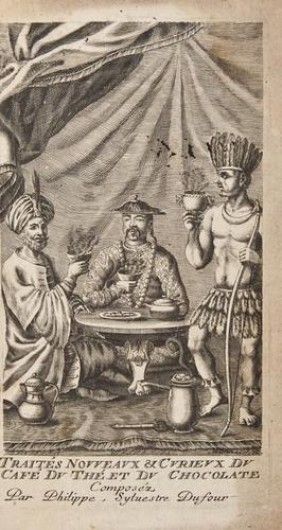
Philippe Sylvestre Dufour, Traités novveavx & cvrievx dv café dv thé et dv chocolate', c. 1671

El comerç euroasiàtic del te entre la Xina i Anglaterra va tenir un paper important en les transaccions comercials globals entre els segles xvii i XIX. Aquests intercanvis van tenir importants implicacions socials, polítiques i econòmiques per al Regne de Gran Bretanya. Gràcies a aquesta demanda social, l'Imperi Britànic va poder impulsar la Revolució Industrial, proporcionant tant capital per a fàbriques com calories per als treballadors.
La popularitat del te a Gran Bretanya es va deure en gran part a la reputació del te com a beguda medicinal que podia curar una àmplia gamma de malalties. Les interaccions europees amb el te es remunten a mitjan segle xvi. El primer esment del te a la literatura europea va ser Giambattista Ramusio, explorador venecià que l'identifica com Chai Catai o "Te de la Xina" el 1559. El te es va etiquetar per primera vegada com a beguda mèdica el 1641 pel metge holandès Nikolas Dirx, que va escriure sota el pseudònim de "Nicolaes Tulp". Al seu llibre Observationes Medicae, afirmava que "res és comparable a aquesta planta" i que els que l'utilitzen estan "exempts de totes les malalties i arriben a una vellesa extrema". Thomas Garway, el primer botiguer anglès que va vendre el te, va publicar una fitxa informativa el 1660 titulada "Una descripció exacta del creixement, la qualitat i els vèrtexs del full de te", on també va lloar els avantatges mèdics del te.
Philippe Sylvestre Dufour, farmacèutic lionès, amb una familia que havia comerciat molt amb plantes d'orient va escriure 'Traités novveavx & cvrievx dv café dv thé et dv chocolate' (ca. 1671) Hi van haver molts més treballs publicats sobre els beneficis per a la salut del te, inclosos els de Samuel Hartlib el 1657, Cornelis Bontekoe el 1678, Thomas Povey el 1686 i Thomas Tryon a la dècada de 1690, obrint-se debats al Royal College of Physicians sobre si alguna de les noves begudes exòtiques calente "estaria d'acord amb les Constitucions dels nostres organismes anglesos".
John Locke, el famós filòsof anglès, va desenvolupar afició al te després de passar temps amb homes metges holandesos a la dècada de 1680. Més tard, Antonio Lavendan, metge il·lustrat espanyol faria una obra recopilatòria sobre les virtuds de les "begudes orientals": Tratado de Los Usos, Abusos, Propiendades y Virtudes del Tabaco, Café, Te y Chocolate (1796).

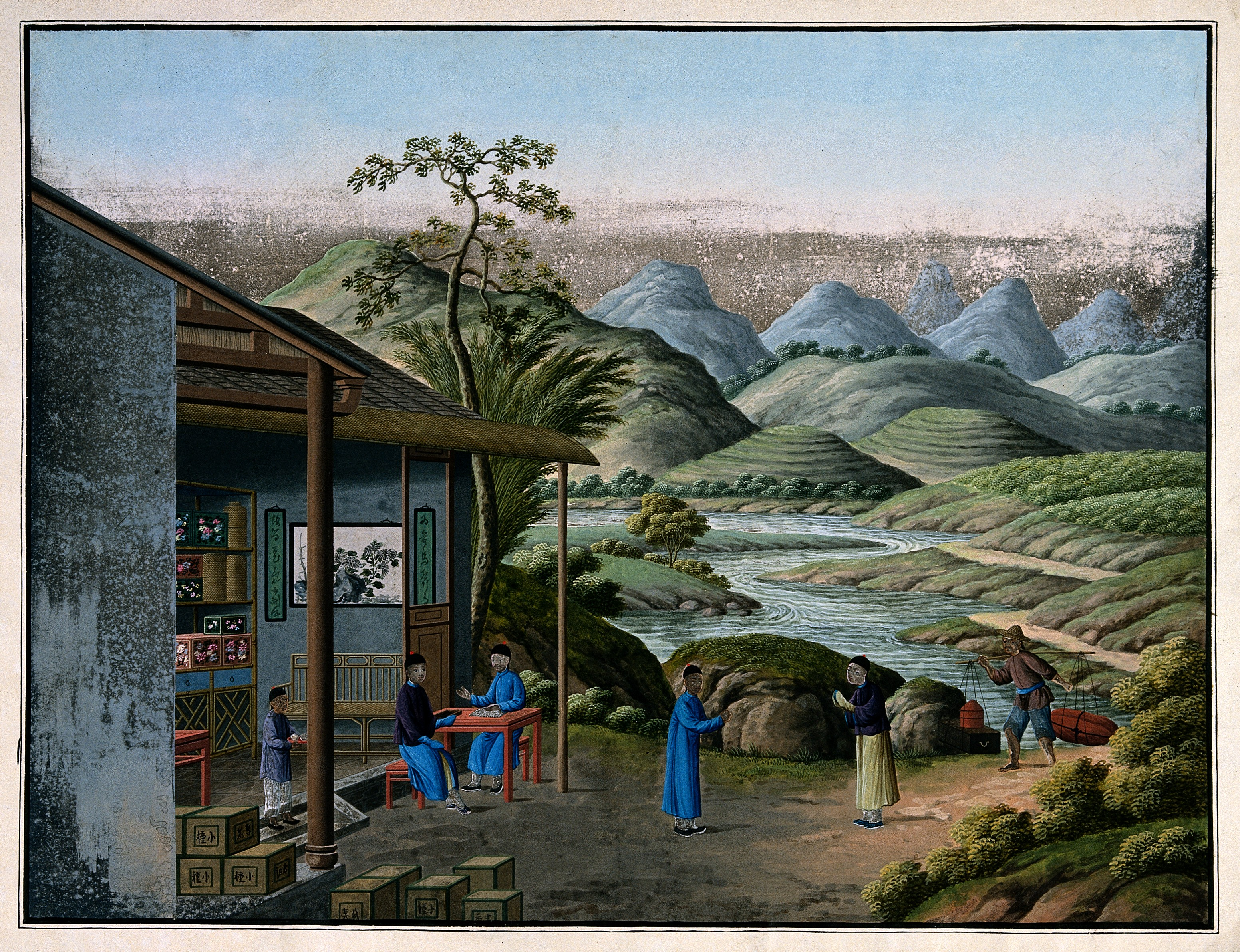
Litografia d'una plantació de te a la Xina amb personal que hi treballa (sd) (Wellcome Image)

La princesa Caterina de Bragança, futura reina consort portuguesa de Carles II, va posar el te a la moda entre l'aristocràcia femenina,.Aquest fet juntament a amb la intensa presència de la beguda. entre les elits aristocràtiques masculines que es reunien a les cafeteries i la predilecció que van tenir les professions lliberals (virtuosi) i comerciants van promoure la popularitat del te en la societat britànica.

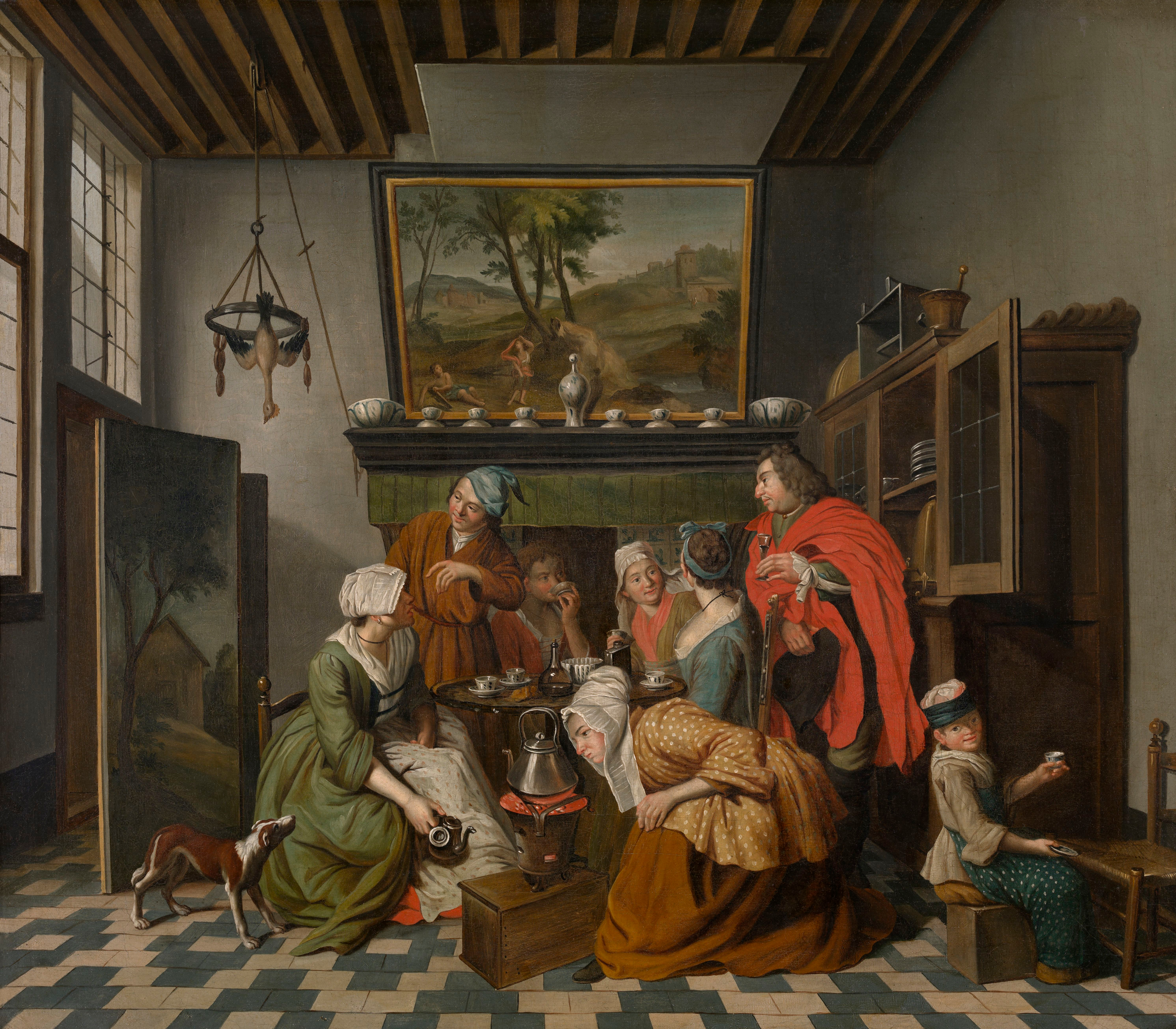
English Tea Time, pintura de Jan Josef Horemans the Younger (1714–)

A la segona meitat del segle xvii les cafeteries eren habituals a la captial londinenca. Però no va ser fins a principis del xviii que la primera botiga de te a Londres va obrir al públic. El te no s'hauria convertit en el fonament de la societat anglesa que es coneix, si no fos per l'augment de la seva oferta que la va fer més accessible. Entre el 1720 i el 1750 les importacions de te a Gran Bretanya a través de la Companyia Britànica de les Índies Orientals es van quadruplicar. El 1766, les exportacions de Canton es van situar en sis milions de lliures en vaixells britànics, enfront de 4,5 en vaixells holandesos, 2,4 en suec, 2,1 en francès. Van créixer unes veritables "flotes de te". El te era especialment interessant per al món atlàntic, ja que no només era fàcil de conrear, sinó també per la facilitat de preparació i la seva capacitat de reanimar la salut de les persones i la seva bona reputació per guarir refredats suaus.
Quan el te va ser introduït per primera vegada a Anglaterra, la Companyia Britànica de les Índies Orientals no comercialitzava directament amb la Xina i els comerciants confiaven en les importacions de te d'Holanda. Com que aquest te era tan car i difícil d'obtenir, hi havia molt poca demanda, excepte entre les elits que s'ho podien permetre i que feien comandes especials. No va ser fins després del 1700 que la Companyia de les Indies va començar a comerciar regularment amb la Xina per tractar amb te, encara que no en grans quantitats. Smith argumenta que el comerç de te era en realitat un efecte secundari del comerç de la seda i el tèxtil, ja que aquelles eren les mercaderies xineses més desitjades en aquell moment. No obstant això, el 1720, el Parlament va prohibir la importació de tèxtils asiàtics manufacturats, i els comerciants van començar a centrar-se en el te. Aquest nou enfocament va suposar un punt d'inflexió per al comerç de te anglès i, conseqüentment, aquesta beguda es va fer més popular que el cafè, pel fet que la companyia Britànica de les Indies Orientals es va centrar en el te com a principal producte d'importació,
El te aviat va assolir l'estabilitat dels preus. Per contra, el preu del cafè es va mantenir inalterable i elevat, el que va permetre que el te creixés en popularitat abans que el cafè fos més accessible. D'altra banda, la demanda creixent de te i sucre es va poder satisfer fàcilment amb l'augment de l'oferta a mesura que la indústria del te creixia a l'Índia, fet que va impedir un fort augment dels preus que hauria descoratjat a la gent de comprar-ne. El preu del te va caure en realitat a mesura que es va anar popularitzant entre les classes altes i mitjanes. La caiguda important del preu del te entre 1720 i 1750 va suposar un gran punt d'inflexió per al te a Anglaterra. L'augment de l'oferta de te va ser un dels factors més importants que van impulsar la seva popularitat a Gran Bretanya. La globalització impulsada per comerç d'aquesta planta va afavorir l'imperialisme britànic i el va arribat a considerar com un important simbol de la identitat britànica.

### Edat de plata de l'Imperi Rus

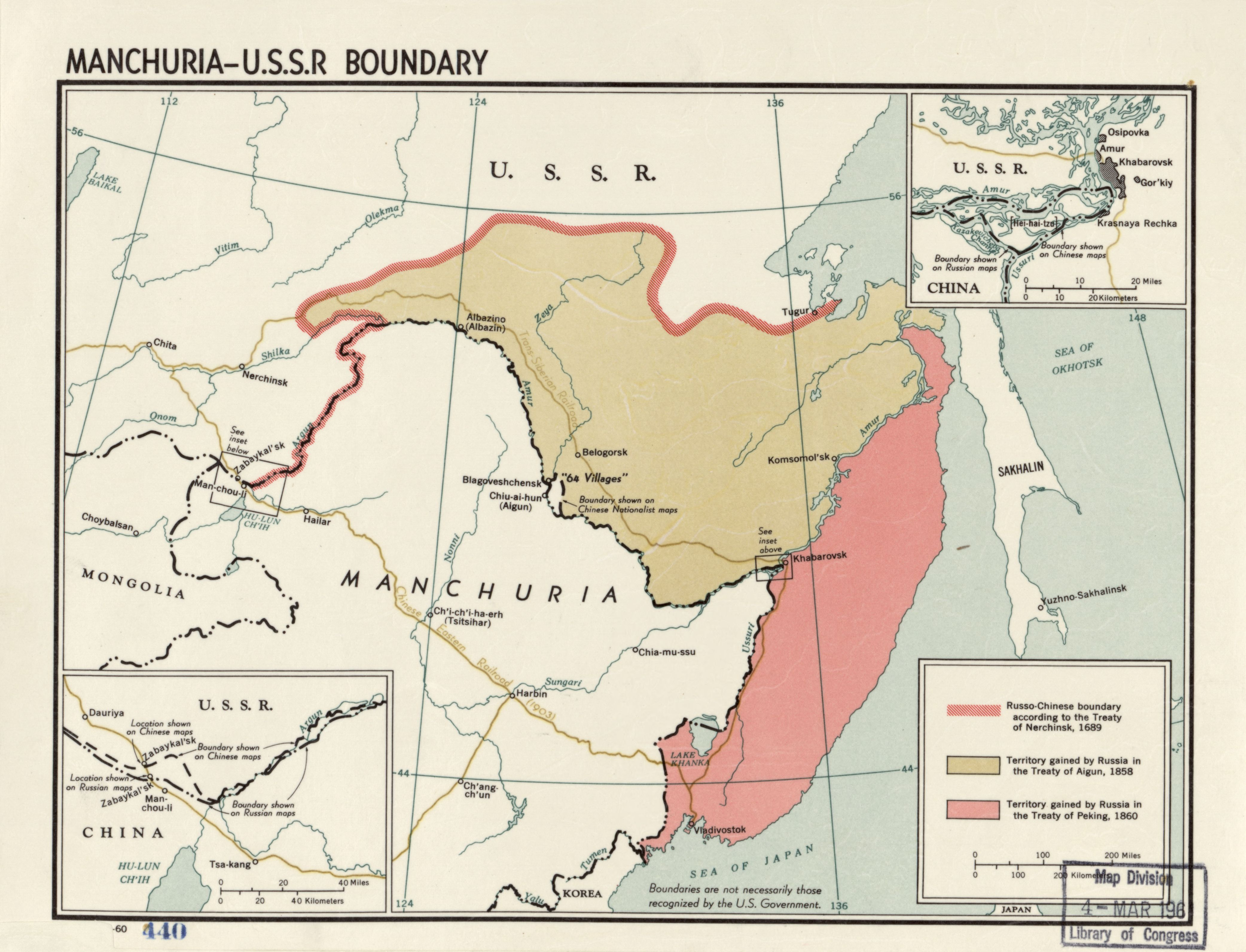
Canvis a la frontera Russo-Xinesa entre els segles i XIX (Library of Congress, 1960)

Entre finals del XVII i primera meitat del xviii les explotacions de plata americana van començar a devallar la seva producció. Aquesta davallada vindria acompanyada d'un increment de les explotacions de centre europa i de la Sibèria Russa. Especial antenció mereixen els establiments de Nerchinsk (al vall de l'Amur) obrert el 1704 i el de Kolyvan-Voskressensk a l'Altai obert el 1729. Aquestes descobertes, juntament amb les mines d'or de Beresov als Urals del 1752 van fer que Russia endagués una "Edat de Plata" que compren del 1745-1795 amb pics de produccio de 40.000 Kg/any en la dècada del 1770. Russia esdevindrà doncs el primer productor de metalls preciosos d'Europa en el segle xviii. La productivitat minera de Russia va fer que millorés la seva capacitat adquisitiva de mercaderies. Com havia passat amb Espanya, disposava de la plata que demanaven els xinesos, i els russos vam adoptar també alguns dels costums orientals com el te.
Rússia i la Xina van entrar en contacte quan el 1582-1639 quan els russos es van descobrir les explotacions dels boscos siberians. Els contacte entre ambdós països pel te es troben a partir del 1567 quan uns expedicionaris eslaus: els cosacs Atamans Petrov i Yalyshev van visitar la Xina. Des de l'any 1638, la cultura del te es va accelerar a Rússia quan un governant mongol va fer donació al tsar Miquel I de quatre canyells (65–70 kg) de te.

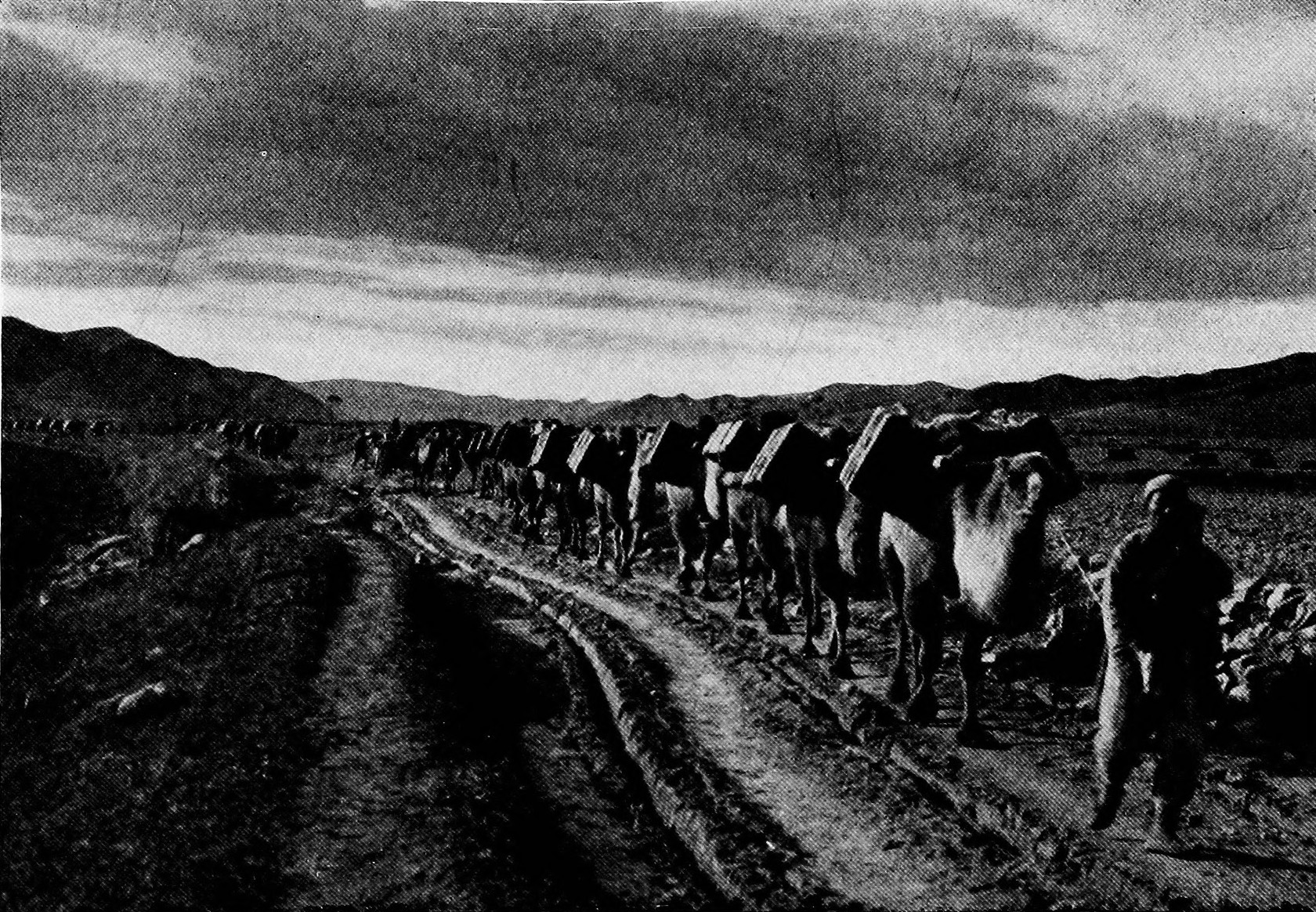
"A través de les Planes de Mongòlia: informe naturalista a través del nord-est de la Xina" per Yvette Borup Andrews (ca 1920)

El 1636 Vassili Starkov, ambaixador rus a la Xina va ser enviat com a enviat a Altyn Khan. Com a regal al tsar, se li va donar 250 lliures de te. Starkov es va negar al principi, en no veure cap ús per a una càrrega de fulles mortes, però el Khan va insistir. D'aquesta manera es va introduir el te a Rússia. El 1679, Rússia va acordar un tractat sobre subministraments regulars de te procedents de la Xina mitjançant una caravana de camells a canvi de pells.
Però la difícil ruta comercial entre ambdós països va fer que el cost del te fos molt elevat, de manera que la beguda va estar disponible només per a la reialesa i per les elits dirigents. El 1689, es va signar el Tractat de Nértxinsk que formalitzava la sobirania de Rússia sobre Sibèria i marcava la creació del Camí del Te que utilitzaven els comerciants entre Rússia i la Xina. La frontera a "Manchuria" va ser delimitada per aquest tractat i els comerciants russos van començar a organitzar caravanes des de Nerxinsk fins a Pequín, amb un viatge d'anada i tornada solia durar 10-12 mesos.
Entre el tractat de Nértxinsk i el tractat de Kiakhta (1727), Rússia augmentaria les seves caravanes dirigint-se a la Xina per la importació de te, però només a través de concessionaris estatals. Les relacions diplomàtiques entre amb´dos estats van durar fins al segle xix. Es va establir la frontera nord de Mongòlia, que aleshores formava part de la frontera Qing-Russa, i es va obrir el comerç de caravanes de Kiakhta que afavoria l'intercanvi de pells russes per te xinès. L'acord amb Rússia va ajudar a la Xina a expandir-se cap a l'oest amb l'annexió de Xinjiang.

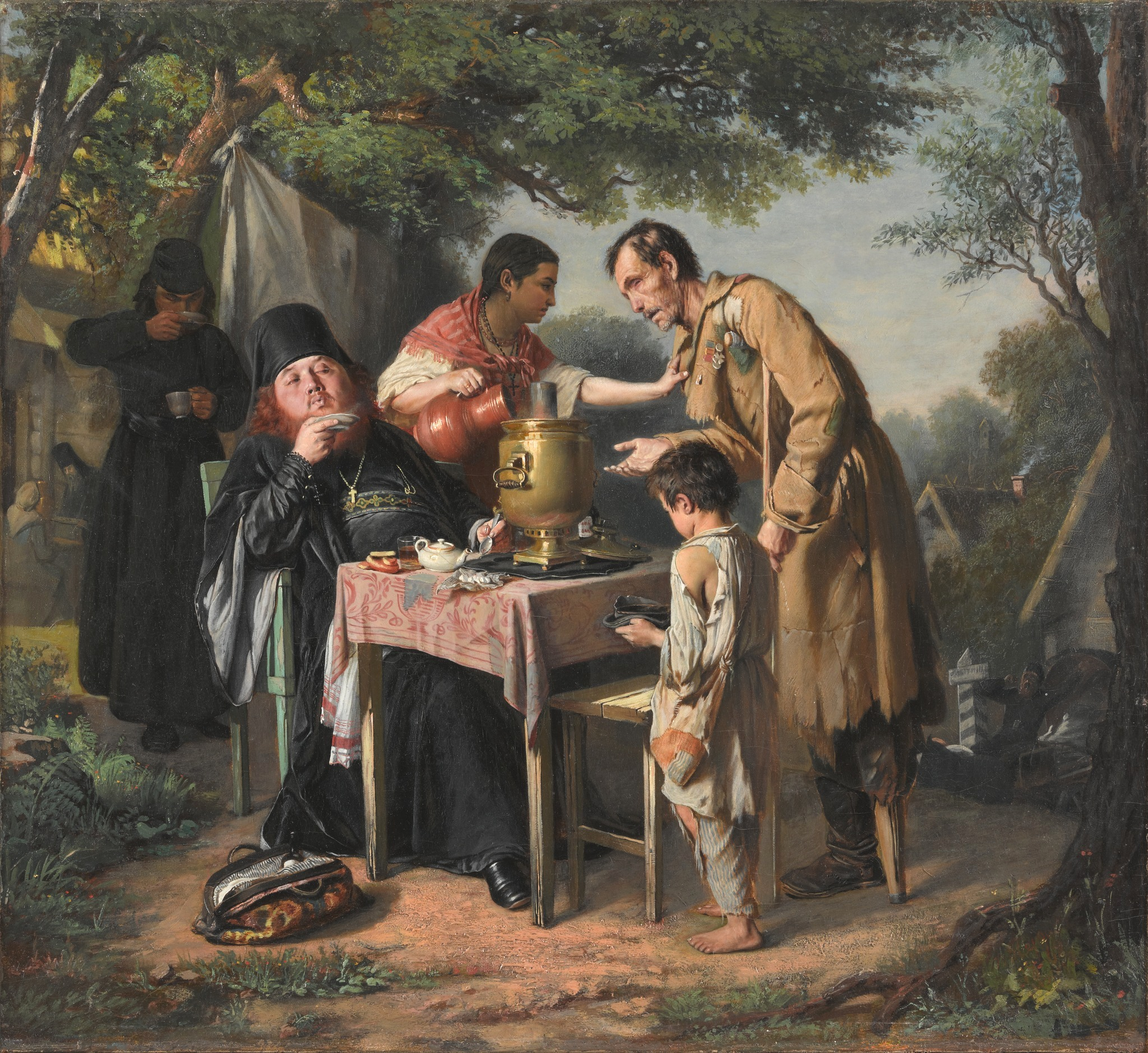
Una Festa del Te a Mytishchi. Vasili Perov, 1862

El 1706, el tsar Pere I va fer il·legal que comerciants privats es relacionessin amb Pequín. El 1786, Caterina II va restablir les importacions regulars de te. En el moment de la mort de la reina el 1796, Rússia importava més de 3 milions de lliures per caravana de camell en forma de fulles de te i maons de te, per abaixar considerablement el preu perquè els russos de classes populars poguessin pagar la beguda.
L'any màxim per al comerç de te Kiakhta va ser el 1824, arribant les caravanes de te va ser al seu punt àlgid el 1860. A partir d'aleshores, van començar a decaure quan es va acabar el primer tram del ferrocarril transsiberià el 1880. El servei de trens més ràpid permetia els temps de transport s'escurcessin d'un any i mig a una mica més d'una setmana. La disminució del te xinès a mitjans del segle xix va fer que Rússia comencés a importar-ne més d'Odessa i de Londres. Cap al 1905, el transport de te portat a terme per cavalls s'havia acabat i el 1925 van concloure les caravanes com a únic mitjà de transport. A finals del segle xix, el te Wissotzky s'havia convertit en la major empresa de te a l'Imperi rus. A principis del segle xx, Wissotzky era el major fabricant de te al món.

## Guerres de l'Opi

El vaixell de vapor Nemesis, de la East India Company, comandat pel tinent W. H. Hall, amb vaixells procedents del Sulfur, Calliope, Larne i Starling, destruint els vaixells de guerra xinesos a la badia d'Anson, el 7 de gener de 1841, per Edward Duncan.

Malgrat algunes restriccions, la plata continuà impulsant el comerç a través dels seus contingetns a Europa. Aquest fet, combinat amb una elevada demanda britànica i russa de Té xinès, va crear dèficits comercials crònics per als governs europeus, que es van veure obligats a arriscar les reserves de plata per subministrar per intercanvi amb els comerciants asiàtics. A mesura que els subministraments de plata van disminuir, els europeus van tenir menys capacitat per comprar els productes xinesos desitjats. Els comerciants no van poder sostenir el comerç amb la Xina a través dels beneficis obtinguts mitjançant la venda de mercaderies xineses a Occident. Per aquest motiu, es van veure obligats a treure lingots de plata fora de la circulació a Europa per comprar productes a la Xina. Com a conseqüència de les restriccions d'importació de bens xinesos al món es van començar una sèrie de conflictes coneguts com a Guerres de l'Opi.
Els governants xinesos es van veure desbordats amb l'allau de transaccions comercials i van voler concentrar el comerç exterior només a través del port de Cantón. La burocratització i els monopolis autoritzats per restringir les transaccions comercials va provocar una alça de preus i una baxa demanda de productes xinesos que va qüestionar la viabilitat del comerç europeu amb la Xina. En el segle xviii els britànics van començar a importar opi de l'Índia. Degut a la seva forta naturalesa addictiva l'opi va ser una solució efectiva als problemes comercials europeus. Així, el Regne Unit es va garantir un mercat de consum per les drogues, i el fluxe de la plata a la Xina que havia amenaçat de paralitzar l'economia britànica i la d'altres països europeus va canviar de sentit.
La demanda d'opi va augmentar ràpidament i va ser tan rendible que els distribuïdors xinesos d'opi van començar a cercar més proveïdors de la droga. S'inaugurava així el comerç d'opi. Un comerciant va declarar que l'opi "és com l'or. Es pot vendre en qualsevol moment. " Del 1804 al 1820, període en què la dinastia Qing va necessitar finançar la supressió de la Rebel·lió de Lotus Blanc. Els comerciants xinesos van exportar plata per pagar l'opi, en lloc de que els europeus paguessin per les mercaderies xineses amb aquest metall preciós.

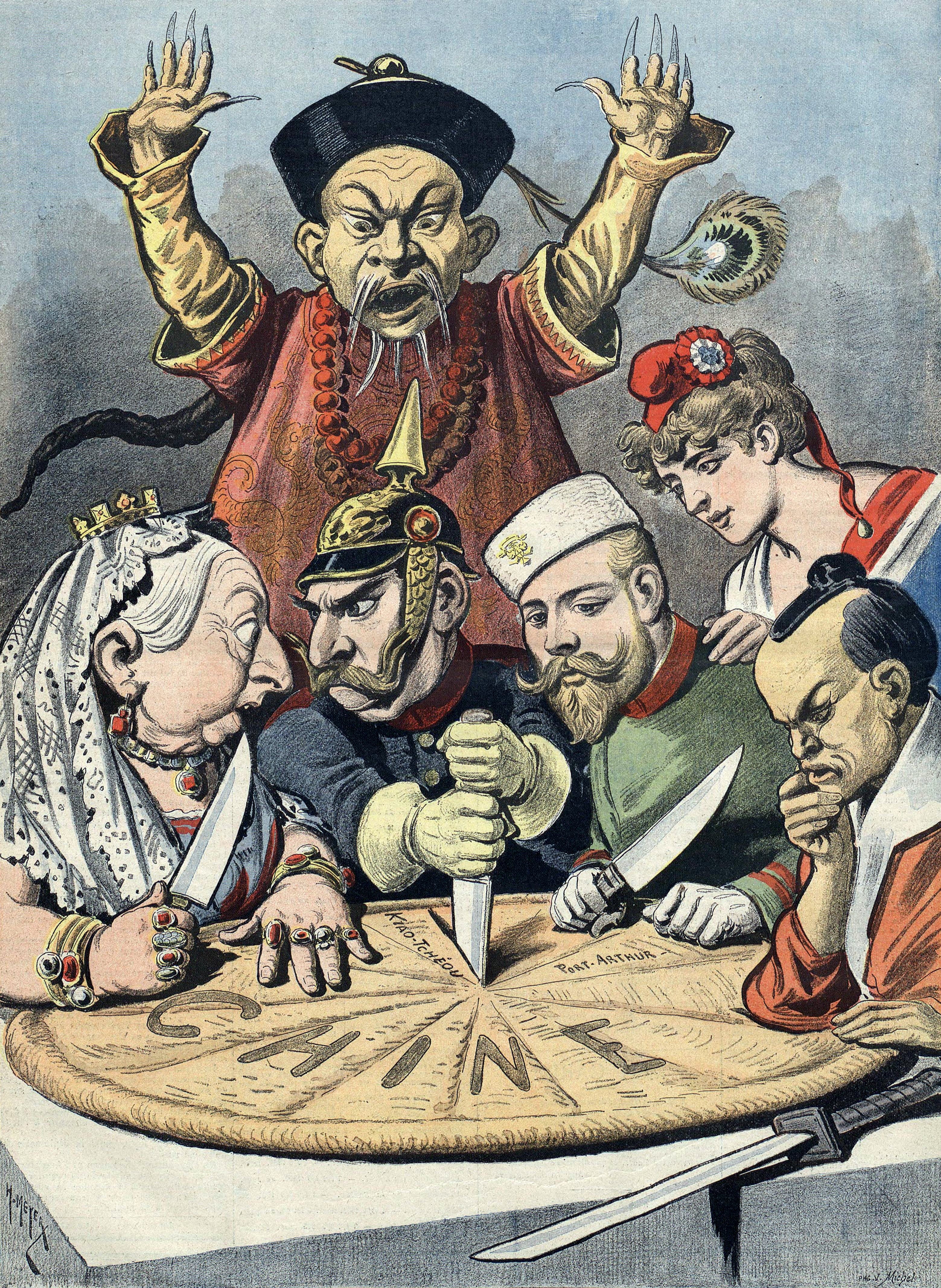
Propaganda política francesa que representa a la Xina com un pastís a punt de ser repartit per la reina Victòria (Gran Bretanya), el Káiser Guillem II (Alemanya), el tsar Nicolau II (Rússia), Marianne (França) i un samurai (Japó), mentre que un xinès mandarí mira impotent.

La cort imperial Qing (1644–1911) va debatre sobre com acabar amb el comerç d'opi. Finalment es van establir regulacions sobre el seu consum. Aquesta mesura, però, va suposar un augment del contraban de drogues per part dels europeus i comerciants xinesos. El 1810, l'emperador Daoguang va publicar un edicte sobre la qüestió, declarant: "L'opi té un perjudici. L'opi és un verí, perjudicant els nostres bons costums i moralitats. El seu ús està prohibit per la llei. " Després d'un debat a la cort, el 1836, sobre si havia de legalitzar la droga o contrarestar-ne l'ús, l'emperador va decidir la seva regulació. Un funcionari de rang, el comissari Lin Hse Tsu va dirigir la campanya contra l'opi a Cantón com una mena de "cap anti-droga". Els britànics, ofesos per la confiscació de la seva propietat en opi, van enviar una gran expedició naval a la Xina per acabar amb les condicions restrictives en què comerciaven amb aquest país. Així va començar la Primera Guerra de l'Opi (1839-1844) en què es va demostrar el poder de la indústria militar britànica a la Xina. El Tractat de Nanjing, (29 agost 1842) va acabar amb la guerra, i va atorgar als britànics nombrosos avantatges, menyestenint la sobirania xinesa i obrint cinc ports del país als comerciants europeus. Durant el 1856-1860 es va produir una Segona Guerra de l'Opi. Les autoritats britàniques desitjaven un major exercici del lliure comerç a tota Xina, legalitzar la comercialització de l'opi, i abolir els impostos a l'estranger pel trànsit intern, entre d'altres aspectes. La cort xinesa va refusar aquesta petició i es va encetar el nou conflicte. La Xina va tornar a perdre una altra guerra, aquesta vegada contra el Japó, el 1895. L'enfrontament, es va saldar amb la pèrdua de la Península de Corea, les illes Pescadors i Taiwan, a més del pagament de fortes indemnitzacions i concessions comercials als vencedors. Aquest seguit de conflictes es van traduir en una important crisi econòmica a tot el país. Com a conseqüència de les invasions europees i nipones de finals del segle xix es va produir un moviment popular conegut com la Rebel·lió dels Boxers contra les potències estrangeres que va provocar nombrosos assassinats a religiosos d'origen europeu, així com comerciants i diplomàtics estrangers, junt amb xinesos convertits al cristianisme. Militars de la Gran Bretanya, Japó, Rússia, França, Alemanya, els Estats Units, l'Imperi Austrohongarès i Itàlia van declarar la guerra a la Xina a través de l'Aliança de les Vuit Nacions i van desencadenar el principi de la fi de les dinasties xineses.
Els lingots de plata xinesos es feien incòmodes enfront dels dòlars de plata estrangers que s'havien difós a partir del xviii, i que es podien comptabilitzar fàcilment donada la seva especificictat i finesa. Tanmateix, la dinastia Qing es va resistir molt a la idea d'encunyar una moneda d'argent pròpia. Fins a l'etapa final de la dinastia Qing, el 1890, la primera moneda de plata va circular en introduir-se per la província de Guangdong. La moneda era perfectament equivalent al Peso mexicà i, aviat aquesta moneda seria emulada per altres províncies xineses. Per a aquestes monedes de plata, el tael encara es veia com la unitat monetària adequada. Els tractats signats entre la dinastia Qing i les potències estrangeres, coneguts com a Tractats Desiguals", van implicar unes indemnitzacions totes amb taels de plata, tret del tractat de Nanjing (1842), on s'indicava el dòlar de plata. Entre aquests hi ha el Tractat de Nanjing (1842), el Tractat d'Aigun, Tractat de Tientsin, (1858), el Tractat de Tianjin (1858), la Convenció de Pequín (1860), el Tractat de Shimonoseki (1895), i la Convenció per a l'arrendament de la península de Liaotung i la Segona Convenció de Pequín (1898) i el Protocol Bòxer (1901). No va ser fins al 1910 que es va anunciar oficialment el "iuan" (xinès: 圓, literalment "rotunditat") com a unitat monetària estàndard. El iuan es va subdividir en 10 jiao o 100 fen, i es va especificar com a 0,72 tails de plata de 900 fines. L'any següent, 1911, es va emetre l'anomenada "Gran Moneda de plata de Qing" un iuan (dòlar), però poc després la dinastia va ser substituïda per la República.

## Els imperis de la plata en la ficció
Aquests episodis històrics han trobat força ressò en les obres de ficció de la cultura contemporània occidental. Volem posar un èmfasi especial en el documental dirigit per Michael Burke en tres episodis i titulat "Empires of Silver" (2018) on es descobreix el paper que va tenir la plata a la Xina durant els segles XVII, xviii i xix i els conflictes que va genrar a nivell mundial.

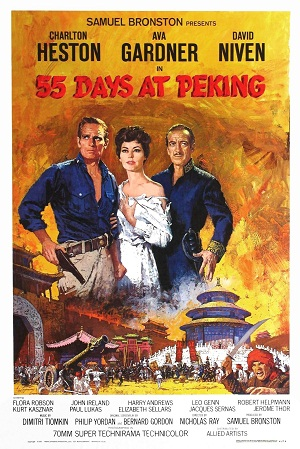
Pòster de la pel·lícula 55 Dies a Pequin (1963)

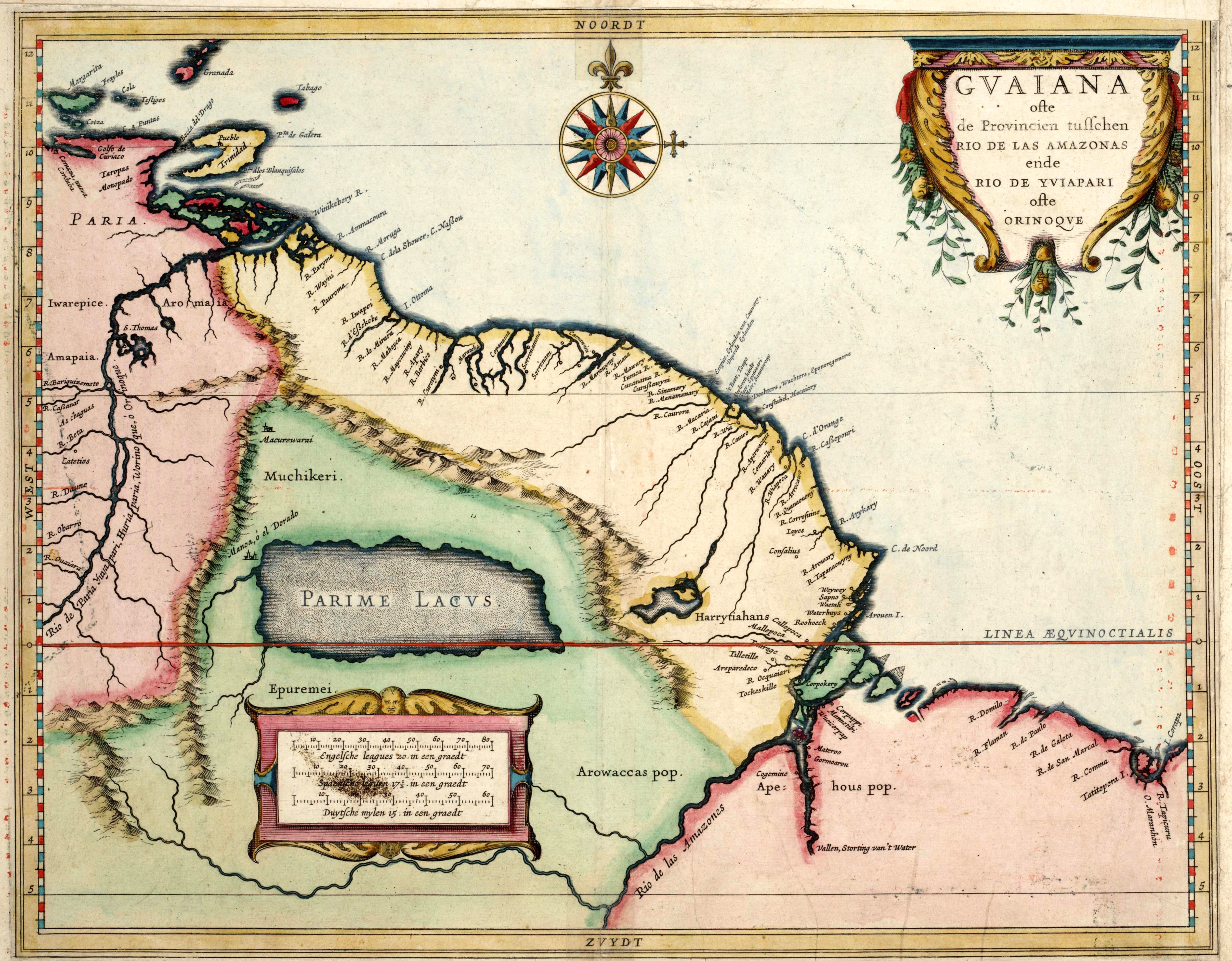
Llac Parima i la ciudad de El Dorado en un mapa de 1625.

En el cinema de ficció trobem diferents pel·lícules que narren els diferents episodis de la conquesta espanyola d'Amèrica: 1492: Conquest of Paradise es una pel·lícula dirigida per Ridley Scott el 1992, i en la que es narra el Primer viatge de Colom cap a les Índies Occidentals el 1492 i que va portar comportar la trobada d'un continent desconegut fins llavors pels habitants d'Europa i Asia. En El Dorado (1988), Carlos Saura ens explica la història del conquistador basc Lope de Aguirre, que per encàrrec del rei Felip II va marxar a la recerca del mític regne d'El Dorado. Un personatge que també ha estat tractat en les novel·les: La aventura equinoccial de Lope de Aguirre de Ramón J. Sender i El camino de El dorado d'Arturo Uslar Pietri. Cabeza de Vaca es una pel·lícula dirigida per Nicolas Echevarria el 1991 que narra les aventures d'Álvar Núñez Cabeza de Vaca, inspirant-se en els llibres que va escriure: Naufragios y comentarios. Aquest argument va tenir un precedent en Aguirre, la cólera de Déu (1972) dirigida per Werner Herzog. The Royal Hunt of the Sun va ser una pel·lícula dirigida per Irving Lerner el 1969 amb Robert Shaw i Christopher Plummer com a protagonistes en la que es narra la conquesta espanyola del Perú per part de Francisco Pizarro el 1530, i la relació que va tenir amb l'Imperi Inca i el seu líder, Atahualpa. La otra conquista es una pel·lícula mexicana dirigida per Salvador Carrasco el 1988 en la que es narra la conquesta espanyola de Mèxic el 1521 desde la perspectiva asteca, en la que es mostra la lluita de Topiltzin, fill de l'emperador Moctezuma, por preservar la identidat religiosa i cultural del seu poble davant l'arribada dels espanyols.
Sobre la història de la Xina i la seva relació amb les potències occicentals també s'han fet nombroses pel·lícules: Empire of Silver (2009) escrita i dirigida per Christina Yao retrata en el canvi de segle de l'economía xinesa y la seva relació amb la Rebel·lió dels bòxers. Es protagonitzada per Aaron Kwok i Jennifer Tilly. Once upon a time in China (1991) de Jet Li interpreta al mestre d'arts marcials Wong Fei Hung (1847-1924), que es va veure immers en els disturbis de finals del s. XIX al seu país. La pel·lícula de 1963 55 dies a Pequín, dirigida per Nicholas Ray i protagonitzada per Charlton Heston, Ava Gardner i David Niven, retrata les potències estrangeres que es defensen contra la rebel·lió Boxer.
En literatura diverses novel·les han narrat els episodis de la conquesta espanyola en terres americanes: Letters from a Peruvian Woman de Madame de Graffigny (1747), Montezuma's Daughter de H. Rider Haggard (1893), Leyendas de Guatemala de Miguel Angel Asturias (1930), El corazón de piedra verde de Salvador de Madariaga (1943), Mayapan d'Argentina Díaz Lozano (1955), The King's Fifth de Scott O'Dell (1966), o Azteca de Gary Jennings (1980).
En la història de la Xina a cavall del segle xix i el XX, també ha estat documentada en el còmic:a Les Aventures de Tintin d'Hergé amb el volum titulat com El Lotus Blau. L'amic xinès de Tintin, Chang Chong-Chen, després que Tintin el salvi dl'ofegar-se, el noi li pregunta a Tintin per què l'havia salvat. L'oncle de Chang que va lluitar a la Rebel·lió dels Boxers exposa que tots els blancs eren malvats. També retrata l'ocupació japonesa de la Manxúria (rebatejada Manxukuo) i de les concessions extraterritorials als europeus..
A la novela The Last Empress (2007), d'Anchee Min, es descriu el llarg regnat de l'emperadriu Dowager Cixi en què el setge de les legacions internacionals és un dels esdeveniments significats de la novel·la. Anys abans, Pearl S. Buck va dedicar bona part de la seva producció literària sobre les tradicions de la Xina i la vida en les zones rurals, amb obres com: East Wind-West Wind (1930), The Good Earth (1931), Premi Pulitzer, The Young Revolutionist (1931), Sons (1932), The First Wife (1933), guanyant el Premi Nobel de Literatura del 1938.